# Jacob Hägg
Pour les articles homonymes, voir Hägg.
Jacob Hägg, né le 21 juillet 1839 à Östergarn (sv), un Socken (en) de l'île de Gotland et mort le 15 avril 1931 à Stockholm, est un officier naval suédois et un peintre de marine. 